# Pooglia Tribe
La Pooglia Tribe è un collettivo musicale di rappers e musicisti pugliesi composto da Reverendo e Torto (Zona 45), Tecà, Fuso ed Er Santorò (Murgia Drima), Topofante e L'Egitt (l'amiish D'abbash), Paolo Iannattone, Moddi MC, Tony Fine e Sapp' Sian (Sona Sle), Zizzed (Vincenzo Catanzaro), Kosmisky e Mostrino (Casa Del Fico), Toorbo Yamabushi, DJ Tuppi B, Caf-One, Brian Farrar. Il loro stile basato su un rap con liriche cantate in dialetto pugliese ha una forte componente reggae. Sono riconosciuti tra i pionieri del Rap/Vernacolare.

## Storia
Il progetto Pooglia Tribe nasce negli anni novanta dall’unione di diverse realtà del rap e della cultura hip hop in Puglia. Nel 2000 pubblicano il loro primo album La Pooglia Tribe prodotto dall'etichetta degli Articolo 31 Funky Spaghetti che raggiunge il primo posto nella classifica dei brani rap italiani più venduti con il singolo Cime di rap. Il brano e il videoclip hanno una grande eco nazionale e sono programmati dalle più importanti radio e tv musicali italiane, ottenendo buonissime recensioni dagli addetti ai lavori. Alcune canzoni del disco sono inserite nella colonna sonora del film ‘Senza filtro’ degli ‘Articolo 31’. La band partecipa a programmi televisivi come "Help!" di Red Ronnie o al "Dj Time" di Albertino su Radio Deejay e ai tour radio di Radio 105, Radio Deejay e Radionorba. Dopo l’album, i componenti si dedicano a progetti collaterali.
Nel 2007, in occasione del Festival internazionale hip hop "Menu Kebab" di Bari, la Pooglia Tribe ritorna dal vivo e nel 2008, da un’idea iniziale di Reverendo e Keedo Mc, si sviluppa un nuovo lavoro discografico Apulians, uno street album che vede la partecipazione, assieme ai membri storici della Pooglia Tribe (Reverendo, Torto, Tecà, Topofante, L’Egitt, e Keedo) di vari artisti tra cui Entics ed il cantante reggae giamaicano Luciano.

## Progetti paralleli
I componenti del gruppo hanno realizzato lavori autonomi dal gruppo. Reverendo insieme a Torto e L.O.Z.I.O. (Zona 45) partecipano alla colonna sonora del film Mio cognato di Alessandro Piva con il brano Voglio correre e collaborano con gli Articolo 31 nel brano Gente che spera nel loro album Domani Smetto. Ha pubblicato con Chief l'album Autostrada del sole, il singolo Luce ed un album da solista nel 2013. Successivamente nel 2014 entra a far parte del collettivo rap Bari Jungle Brothers.
Tecà, Topofante e L’Egitt partecipano a diversi progetti come Hi Fi, Fuma Project, Bad&Break Funk. Tecà, a nome Tecasù, ha realizzato nel 2003 l'album In transumanza, nel 2010 scrive e produce Oltre il mare, singolo originale prodotto da Warner Chappell Music Italiana, inserito nella colonna sonora dell'omonimo film e nel 2013 l'album Silverback, produce diversi singoli, tra questi, (Veleno) con Tormento e (Vino) con Danno.
Topofante e L'Egitt nel 2003 realizzano L'EP Dal Basso Verso L'Alto.
Moddi MC invece ha vinto il contest 2theBeat del 2004. Ha partecipato a vari dischi di Kaos, tra cui Merda & melma del progetto Melma & Merda, L'anello mancante EP del progetto Neo Ex e Karma.
Tony Fine aka Dene e Sapp' Sian aka Numa collaborarono nel 1998 con i Sona Sle (Lazbro aka Elle Vox, Annalisa aka Dready e Dj Blast) alla realizzazione della MC Mare e Sole. Nel 2004, dopo registrazioni effettuate tra il 2001 ed il 2002, esce l'album di livello nazionale Piazza Europa. Nel 2008 Tony Fine e Donuts danno vita all'album Muesli.

## Discografia

### Album
- 2000 - La Pooglia Tribe (Funky Spaghetti)
- 2010 - Apulians  (Trumen Records)

### Singoli
- 2000 - Cime di rap
- 2000 - Dada' Dedu'
- 2010 - Shock Monkey
- 2020 - 2Nangiarriv feat. Bob Marcialledda

### Video
- 2000 - Cime di rap
- 2000 - Dada' Dedu
- 2009 - Apulians
- 2010 - Soup i Version
- 2010 - Shock Monkey
- 2020 - 2Nangiarriv feat. Bob Marcialledda

## Discografia dei componenti del gruppo

### Reverendo
- 2008 - Autostrada del sole con Chief
- 2013 - Oltre (Puglia Records/Goodfellas)
- 2020 - Uno

### Tecà
- 2003 - In transumanza (Album)
- 2003 - Audio Crash Test ( ep ) con gli HiFi
- 2003 - HiFi (album) con gli HiFi
- 2008 - 47 Gradi All'Ombra (ep) con i Bad&Break Funk
- 2008 - Mò Vengo (album) con i Bad&Break Funk
- 2010 - Shock Monkey (Mixtape)
- 2011 - Shock Monkey (Mixtape)
- 2011 - Oltre il Mare (singolo) (Colonna Sonora dell'omonimo film)
- 2013 - Shock Monkey (Mixtape)
- 2013 - Silverback (Album)
- 2019 - Mourir Pour Vivre (singolo) feat. Nikaleo
- 2020 - Lacrime (singolo) feat. Caf-One, Nikaleo, Toorbo, Diatriba, Fuso
- 2020 - Veleno (singolo) feat. Tormento
- 2022 - Vino (singolo) feat. Danno (Colle Der Fomento)

### Tony Fine & Sapp' Sian
- 1998 - Mare e sole come Sona Sle
- 2004 - Piazza Europa
- 2008 - Muesli (Tony Fine & Donuts)